# Andrzej Woyciechowski

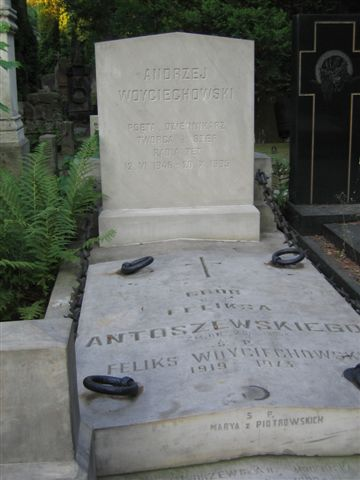
Nagrobek Andrzeja Woyciechowskiego na cmentarzu Powązkowskim w Warszawie

Andrzej Woyciechowski (ur. 12 czerwca 1946 w Hanowerze, zm. 20 października 1995 w Warszawie) – polski dziennikarz, założyciel Radia Zet.

## Życiorys
Był synem Feliksa Woyciechowskiego i Ludwiki Woyciechowskiej-Dzięciołowskiej, która była krytykiem teatralnym i dziennikarką „Expressu Wieczornego. Jego rodzice, żołnierze Armii Krajowej, wywiezieni po upadku powstania warszawskiego, odnaleźli się po zakończeniu II wojny światowej w Hanowerze.
W 1970 ukończył studia z romanistyki na Uniwersytecie Warszawskim. W okresie studiów pisał teksty piosenek dla innych wykonawców, m.in. dla Magdy Umer. Prowadził także Kabaret Abakus, który działał przy Wydziale Architektury Politechniki Warszawskiej i wkrótce został przemianowany na Kabaret Stodoła.
Po ukończeniu studiów został dziennikarzem Polskiego Radia, początkowo we francuskiej redakcji Radia Polonia, a następnie w Trójce, dla której prowadził m.in. audycję Zapraszamy do Trójki. W 1975 rozpoczął pracę w Telewizji Polskiej, z której został wyrzucony po wprowadzeniu stanu wojennego. W stanie wojennym współpracował z Agence France-Presse, Radio France Internationale, sekcją polską BBC i Radiem Wolna Europa. Był także korespondentem francuskiego dziennika „Libération” i „Le Monde”, w których publikował pod pseudonimem Pierre Vodnik; jego teksty były tłumaczone i publikowane w czasopismach „The New York Times” i „The Washington Post”. Pisał także do czasopisma „Kultura”.
28 września 1990 uruchomił (razem z Januszem Weissem i Leszkiem Stafiejem) jedną z pierwszych komercyjnych stacji radiowych w powojennej Polsce – Radio Gazeta, które dwa miesiące później zostało przemianowane na Radio Zet, którego stał się większościowym udziałowcem. Prowadził wywiady polityczne Gość Radia Zet i talk-show Na każdy temat w telewizji Polsat. Był laureatem Wiktora w 1994 i Nagrody Kisiela w 1995.
Był żonaty z dziennikarką Dorotą Zawadowską. Miał córkę Katarzynę.
Zmarł na raka płuc. Został pochowany na cmentarzu Powązkowskim (kwatera 173-6-13).
W 2000 został patronem skweru na warszawskim Żoliborzu. Od 2005 wręczana jest Nagroda im. Andrzeja Woyciechowskiego, przyznawana dorocznie za najlepszy materiał dziennikarski.